# Neofit VIII (patriarcha Konstantynopola)
Neofit VIII, imię świeckie Joakim Papakonstandinu (ur. 1832 w Proti, zm. 1909 na Burgazadzie) – grecki biskup prawosławny, patriarcha Konstantynopola w latach 1891–1894.

## Życiorys
Był synem prawosławnego duchownego Konstandina Papakonstandinu i jego żony Margarity. W 1851, dzięki pomocy metropolity Dramy Neofita, podjął naukę w seminarium duchownym na Chalki. Podczas nauki w szkole został postrzyżony na mnicha przez rektora szkoły, biskupa Konstantyna, przyjmując imię zakonne Neofit. On też wyświęcił go na diakona. Po ukończeniu nauki został nauczycielem w szkole greckiej w Alistratis, po krótkim czasie przeniósł się do Nissy, następnie był przez pewien czas sekretarzem metropolity Strumicy Hieroteusza. Następnie wyjechał do Niemiec, by kontynuować studia teologiczne w Monachium. Przerwał je jednak, gdy nagle zmarł jego brat. Po powrocie do Turcji został sekretarzem metropolity Amasji Sofroniusza, który wyświęcił go na kapłana, a następnie nadał godność archimandryty.
W 1867 został nominowany, a 26 listopada tego roku wyświęcony na biskupa Eleftheropolis. Na katedrze pozostawał pięć lat. W styczniu 1872 został przeniesiony do metropolii Filippolis (Płowdiw) na miejsce metropolity Panareta, usuniętego z urzędu przez patriarchę za działanie w bułgarskim ruchu narodowym i na rzecz restytucji Bułgarskiego Kościoła Prawosławnego. Był jednym z najpoważniejszych kandydatów na urząd patriarchy Konstantynopola podczas wyborów w 1878, w których zwyciężył metropolita Salonik Joachim. Dwa lata później metropolita Neofit został przeniesiony na katedrę adrianopolską. W 1886 z powodu choroby zrzekł się katedry i odszedł do monasteru Watopedi. Rok później został metropolitą Pelagonii, zaś cztery lata później przeniesiono go do metropolii Nikopolis.
W 1891 został wybrany na patriarchę Konstantynopola po śmierci Dionizego V. O jego elekcji przesądziły wpływy metropolity Heraklionu Germana, najbliższego współpracownika zmarłego hierarchy (sam German nie mógł kandydować na patriarchę, gdyż sprzeciwiły się temu władze tureckie). W okresie sprawowania urzędu patriarchy przez Neofita metropolita German nadal współdecydował o polityce Patriarchatu. Drugim bliskim współpracownikiem Neofita VIII był metropolita Kyziku Nikodem.
W okresie kierowania Patriarchatem przez Neofita VIII doszło do nowego sporu między Kościołem a władzami tureckimi na tle organizacji szkół greckich prowadzonych przez Patriarchat. Kwestią sporną była obowiązek nauki języka tureckiego w szkołach greckich. W 1894 Neofit VIII został zmuszony do odejściu z urzędu po konflikcie z Synodem Kościoła. Osiadł na Burgazadzie, gdzie przebywał do śmierci w 1909. Został pochowany w sąsiedztwie budynków seminarium duchownego na Chalki.